# Convair Model 49
Das Convair Model 49 war ein nicht verwirklichter Entwurf eines Ringflüglers, auch Ringflügelflugzeug oder Coleopter genannt, der im Rahmen des Advanced Aerial Fire Support System (AAFSS) Programms konzipiert wurde.

## Technik
Der ungewöhnlichste Vorschlag im AAFSS-Wettbewerb kam von der San Diego Division von Convair. Das Model 49 passte nicht in die normale Form für ein Flugzeug oder einen Hubschrauber und war etwas völlig Neues. Die Antriebskraft stammt von Wellentriebwerken, die gegenläufige Mantelpropeller antreiben. Convair glaubte, dass das System zuverlässiger sei als ein herkömmlicher Hubschrauber und wies darauf hin, dass die einzigen Vorsteuereingaben die Richtungssteuerung und die Einstellung des Rotorblattwinkels und der Motordrehzahl betrafen. Die zweiköpfige Besatzung besetzte eine bewegliche, mit einer ganzen Reihe von Sensoren ausgestattete Kapsel auf der Rotorverkleidung. Die Motoren-, Treibstoff-, Crew-Kapsel- und Avionik-Schächte waren zum Schutz vor einem 12,7-mm-Projektil mit einem zweilagigen Stahlschutz ausgestattet.
Der Ringflügler war wie ein Hubschrauber in der Lage, senkrecht zu starten, zu landen, und zu schweben. Das Antriebssystem bestand aus drei Lycoming-LTC4B-11-Wellenturbinen, obwohl auch die Motoren General Electric T64, Allison T56 und Pratt & Whitney JFTD12 untersucht wurden. Die Motoren waren durch Kupplungen, Wellen und Untersetzungsgetriebe mit gegenläufigen Rotoren mit veränderlicher Neigung in der Verkleidung gekoppelt. Die Ummantelung verstärkte den Schub unter bestimmten Bedingungen und kompensierte den relativ kleinen Durchmesser der Rotoren. Die Motoren und Getriebe befanden sich in drei der Gondeln an den Seiten der Ummantelung; Die vierte Gondel enthielt die Waffen und die Avionik. Es wurde angenommen, dass das Gesamtsteuersystem herkömmlichen Hubschraubern ähnlich ist. Convair plante, die Erfahrungen aus dem Navy XFY-1 Pogo-Programm in den Bereichen vertikale Steuerungssysteme und Triebwerkinstallationen zu nutzen und war der Ansicht, dass das Entwicklungsrisiko gering war.

## Ausrüstung
Eine Vielzahl von Waffen wurde für den Einsatz am Modell 49 vorgeschlagen. Die normale Bewaffnung bestand aus zwei Seitentürmen mit entweder XM-134 7,62-mm-Maschinengewehren oder XM-75 40-mm-Granatwerfern. Jeder Turm war entweder mit 12000 Patronen von 7,62-mm-Munition oder 500 40-mm-Granaten versehen. In einem zentralen Turm befand sich eine 30-mm-Kanone XM-140 mit 1000 Schuss Munition. Am mittleren Turm könnte auch 500 WASP-Raketen oder eine zweite 30-mm-Kanone montiert werden. Jeder der Türme konnte gedreht und angehoben werden und konnte beim Sitzen auf dem Boden, im Schwebeflug oder während des Vorwärtsfluges mit hoher Geschwindigkeit abgefeuert werden. Es wurden mechanische Begrenzer vorgesehen, durch die verhindert würde, dass eine der Waffen auf die Nase des Mannschaftsabteils schießt, wenn sie nach vorne / unten bewegt würde. An den vier Triebwerksgondeln (die auch das Landefahrwerk beinhalteten)  befanden sich vier Waffenpylone. Jeder konnte einen Kraftstofftank, drei Raketen des Typs BGM-71 oder drei Shillelagh-Raketen tragen. Alternativ könnte einer dieser Waffennpylone auf jeder Gondel ein einzelnes M40A1C-106-mm-Gewehr ohne Rückstoß und 18 Schuss Munition tragen. Die 106-mm-Kanone hatte eine effektive Reichweite von 10000 Yards und war wirksam gegen gepanzerte Ziele. Alle Waffenpylone könnten sich so drehen, dass sie während des Hochgeschwindigkeitsflugs in den Wind gerichtet werden können oder beim Vorwärtsflug oder Schwebeflug abgefeuert werden könnten. Vier externe Kraftstofftanks lieferten bis zu 1200 Gallonen zusätzlichen Kraftstoff für Überführungsflüge.
Convair wählte die Ringflügel-Auslegung für seinen Model-49-Vorschlag im Rahmen des Advanced Aerial Fire Support System (AAFSS) Programms. Die US Army entschied sich jedoch für die konventionellen Konzepte der Lockheed AH-56 Cheyenne und Sikorsky S-66 als Gewinner des Wettbewerbs.